# Nickel Ashmeade
Nickel Ashmeade (né le 7 avril 1990 à Ocho Rios) est un athlète jamaïcain spécialiste des épreuves de sprint. Champion olympique du relais 4 x 100 m à Rio de Janeiro en 2016 en compagnie de Usain Bolt, Yohan Blake et Asafa Powell, il est également double champion du monde de la discipline en 2013 à Moscou et en 2015 à Pékin. 

## Biographie

### Débuts probants chez les jeunes
En 2007, à Ostrava, Nickel Ashmeade s'adjuge trois médailles lors des Championnats du monde jeunesse, compétition mettant aux prises les meilleurs athlètes de moins de dix-huit ans, se classant deuxième du 100 mètres, puis troisième du 200 mètres et du relais 4 × 100 mètres. L'année suivante, le Jamaïcain remporte les médailles d'argent du 200 m et du 4 × 100 m à l'occasion des Championnats du monde juniors de Bydgoszcz, s'inclinant dans l'épreuve individuelle face au Français Christophe Lemaitre. En 2009, il décroche le titre du 200 m lors des Jeux panaméricains juniors de Port-d'Espagne, et remporte par ailleurs son premier titre majeur en catégorie senior à l'occasion des Championnats d'Amérique centrale et des Caraïbes de La Havane où il devance sur 200 m le Trinidadien Rondell Sorrillo. Il rejoint en 2010 le groupe d'entrainement de Lance Brauman à Clermont, en Floride, où il côtoie notamment le triple champion du monde Tyson Gay.

### Révélation au niveau planétaire (2011)
Le 7 mai 2011, Nickel Ashmeade descend pour la première fois de sa carrière sous les vingt secondes au 200 mètres en établissant le temps de 19 s 95 lors du meeting Jamaica International Invitational de Kingston. Auteur de la meilleure performance mondiale de l'année sur la distance, il améliore de quarante-cinq centièmes de secondes son record personnel établi en août 2009. Une semaine plus tard, le Jamaïcain remporte le 100 mètres du meeting de Ponce en 10 s 05 (vent nul) devant l'Américain Justin Gatlin, abaissant de vingt-quatre centièmes de secondes son record personnel sur la distance. Début juin à Clermont, en Floride, le Jamaïcain descend pour la première fois de sa carrière sous les 10 secondes au 100 mètres en réalisant le temps de 9 s 96 (+ 1,1 m/s), s'inclinant face à l'Américain Tyson Gay, auteur de la meilleure performance mondiale de l'année en 9 s 79. Lors du mémorial Van Damme à Bruxelles, dernière étape de la Ligue de diamant, il bat son record personnel sur 200 m en terminant 3e en 19 s 91, derrière un Yohan Blake à plus de 6/10e devant lui et Walter Dix qui remporte la Ligue de diamant. Avec Yohan Blake, Warren Weir, Kemar Bailey-Cole, Dexter Lee, Julian Forte, Tyquendo Tracey, Jermaine Brown et Jason Young, il représente la nouvelle génération d'étoiles montantes du sprint jamaïcain.
Le 2 juin 2012, lors de la Prefontaine Classic d'Eugene, Nickel Ashmeade améliore son record personnel sur 100 m avec un temps de 9 s 93 (+1,3 m/s), terminant en deuxième position derrière l'américain Justin Gatlin. Le 9 juin 2012, à l'occasion du meeting Adidas Grand Prix de New York, 6e étape de la ligue de diamant 2012, il finit 2e du 200 mètres en 19 s 94 (SB), vent quasi nul, derrière Churandy Martina (19 s 94 également et record national). Néanmoins, il ne parvient pas à se qualifier pour les Jeux olympiques en ne terminant que quatrième du 200 m des sélections olympiques jamaïcaines, fin juin à Kingston, derrière Yohan Blake, Usain Bolt et Warren Weir. Vainqueur du meeting Herculis de Monaco (20 s 02), et du British Grand Prix de Birmingham (20 s 12), il se classe deuxième du meeting de Zurich, derrière Usain Bolt, en portant son record personnel à 19 s 85. Il remporte la Ligue de diamant 2012.

### Champion du monde du 4 x 100 m (2013)
Le 11 août 2013, il porte son record sur 100 m à 9 s 90 lors de la demi-finale des Championnats du monde à Moscou, et se classe finalement cinquième de la finale en 9 s 98. Quatrième de la finale du 200 m en 20 s 05, à seulement 1/100e de l'Américain Curtis Mitchell, médaillé de bronze, il devient champion du monde du relais 4 × 100 m en compagnie de Nesta Carter, Kemar Bailey-Cole et Usain Bolt, dans le temps de 37 s 36.
En mai 2014, il remporte la médaille d'or du relais 4 × 100 mètres et du relais 4 × 200 mètres lors des premiers relais mondiaux de l'IAAF, à Nassau aux Bahamas. Sur 4 × 200 m, l'équipe de Jamaïque, composé également de Jermaine Brown, Warren Weir et Yohan Blake établit un nouveau record du monde en 1 min 18 s 63, améliorant de 5/100e la précédente meilleure marque mondiale détenue depuis 1983 par les États-Unis. Aux Jeux du Commonwealth de Glasgow, Nickel Ashmeade se classe troisième du 100 m, et premier du 4 × 100 m dans une équipe où participe Usain Bolt comme dernier relayeur. Vainqueur du 100 m du meeting de Glasgow, il remporte le 200 m à Doha et Birmingham et se classe deuxième du classement général de la Ligue de diamant 2014.

### Nouveau titre mondial et titre olympique sur le relais 4 x 100 m (2015-2016)
Il remporte la médaille d'or du 4 × 200 m et la médaille d'argent du 4 × 100 m lors des relais mondiaux 2015. Lors des Mondiaux de Pékin la même année, il termine dernier de la finale du 200 m en 20 s 33 mais décroche ensuite son deuxième titre mondial consécutif sur 4 x 100 m en 37 s 36, avec Usain Bolt, Nesta Carter et Asafa Powell.
Le 2 juillet 2016, en l'absence de Usain Bolt blessé, il termine deuxième des sélections olympiques du 100 m, à 1/100e de Yohan Blake, en 9 s 96. Même s'il ne parvient pas à se qualifier en finale des Jeux à Rio, il participe à la finale du relais 4 x 100 m dont il remporte la médaille d'or en 37 s 27, en compagnie de Usain Bolt, Yohan Blake et Asafa Powell.

## Palmarès
| Date | Compétition                           | Lieu             | Résultat | Épreuve   | Temps         |
| ---- | ------------------------------------- | ---------------- | -------- | --------- | ------------- |
| 2007 | Championnats du monde jeunesse        | Ostrava          | 2e       | 100 m     | 10 s 54       |
| 2007 | Championnats du monde jeunesse        | Ostrava          | 3e       | 200 m     | 20 s 76       |
| 2007 | Championnats du monde jeunesse        | Ostrava          | 3e       | 4 × 100 m |               |
| 2008 | Championnats du monde juniors         | Bydgoszcz        | 2e       | 200 m     | 20 s 84       |
| 2008 | Championnats du monde juniors         | Bydgoszcz        | 2e       | 4 × 100 m |               |
| 2009 | Champ. d'Am. centrale et des Caraïbes | La Havane        | 1er      | 200 m     |               |
| 2009 | Championnats panaméricains juniors    | Port-d'Espagne   | 1er      | 200 m     |               |
| 2009 | Championnats panaméricains juniors    | Port-d'Espagne   | 3e       | 4 × 100 m |               |
| 2011 | Championnats du monde                 | Daegu            | 5e       | 200 m     | 20 s 29       |
| 2012 | Ligue de diamant                      | Ligue de diamant | 1er      | 200 m     | détails       |
| 2013 | Championnats du monde                 | Moscou           | 5e       | 100 m     | 9 s 98        |
| 2013 | Championnats du monde                 | Moscou           | 4e       | 200 m     | 20 s 05       |
| 2013 | Championnats du monde                 | Moscou           | 1er      | 4 × 100 m | 37 s 36       |
| 2013 | Ligue de diamant                      | Ligue de diamant | 4e       | 100 m     | détails       |
| 2013 | Ligue de diamant                      | Ligue de diamant | 2e       | 200 m     | détails       |
| 2014 | Relais mondiaux de l'IAAF             | Nassau           | 1er      | 4 × 100 m | 37 s 77       |
| 2014 | Relais mondiaux de l'IAAF             | Nassau           | 1er      | 4 × 200 m | 1 min 18 s 63 |
| 2014 | Jeux du Commonwealth                  | Glasgow          | 3e       | 100 m     | 10 s 12       |
| 2014 | Jeux du Commonwealth                  | Glasgow          | 1er      | 4 × 100 m | 37 s 58       |
| 2014 | Ligue de diamant                      | Ligue de diamant | 2e       | 200 m     | 18 pts        |
| 2015 | Relais mondiaux de l'IAAF             | Nassau           | 2e       | 4 × 100 m | 37 s 68       |
| 2015 | Relais mondiaux de l'IAAF             | Nassau           | 1re      | 4 × 200 m | 1 min 20 s 97 |
| 2015 | Championnats du monde                 | Pékin            | 8e       | 200 m     | 20 s 33       |
| 2015 | Championnats du monde                 | Pékin            | 1er      | 4 × 100 m | 37 s 36       |
| 2015 | Ligue de diamant                      | Ligue de diamant | 4e       | 200 m     | détails       |
| 2016 | Jeux olympiques                       | Rio de Janeiro   | 1er      | 4 × 100 m | 37 s 27       |
| 2017 | Relais mondiaux de l'IAAF             | Nassau           | 3e       | 4 x 200 m | 1 min 21 s 09 |

## Records
| Épreuve | Performance | Lieu     | Date            |
| ------- | ----------- | -------- | --------------- |
| 60 m    | 6 s 92      | New York | 30 janvier 2009 |
| 100 m   | 9 s 90      | Moscou   | 11 août 2013    |
| 200 m   | 19 s 85     | Zurich   | 30 août 2012    |